# Karl Sigmund Friedrich Wilhelm Leutrum von Ertingen
Karl Sigmund Friedrich Wilhelm Leutrum von Ertingen (olaszul: Carlo Sigismondo Federico Guglielmo von Leutrum; Dürrn, 1692. június 27. – Cuneo, 1755. május 16.) német származású savoyai hadvezér.
Jelentős stratégiai eredményeket ért el a savoyai hadsereg szolgálatában, és híres megvesztegethetetlensége a nép körében kedvelt alakká tette. Halálát a Barôn Litrôn dalban énekelték meg és katonai teljesítményei és erényei miatt mindmáig nagy tisztelet övezi Piemontban.

## Gyermekkora és ifjúsága
Friedrich Christoph Leutrum von Ertingen báró, baden-durlachi főerdőőr második házasságából született, életének első éveit az Ölbronn-Dürrn melletti Karlshäuser Hof birtok kastélyában töltötte. A mai Baden-Württemberg tartományban található kastélyt még nagyapja építtette 1650-ben. Piemontba először tizennégy éves korában jutott el féltestvérével, ahol Savoyai Jenő kíséretéhez csatlakoztak. Ekkor döntötte el, hogy a savoyai hadseregben vállal katonai szolgálatot.

## Katonai pályája
Fegyverforgatásra Johann Hernst Wahren kapitány tanította meg. 1706-ban századosi rangot (Capitano di fanteria) kapott a savoyai szolgálatban álló Schulenburg német gyalogezrednél (Reggimento di Fanteria Alemanna Schoulembourg). Az ezreddel aktívan részt vett az 1708-as alpesi hadjáratban.
1721. június 5-én őrnaggyá (Maggiore) léptették elő.
1725. augusztus 21-én a Rehbinder német gyalogezred alezredesévé (Luogotenente Colonnello), majd 1732. május 5-én ezredessé (Colonnello comandante) léptették elő. A Rehbinder ezred élén 1733 telén részt vett a lengyel örökösödési háborúban és Gera Pizzighettone ostroma során különösen kitüntette magát.
1735. március 9-én léptették elő brigadérossá (Brigadier Generale).

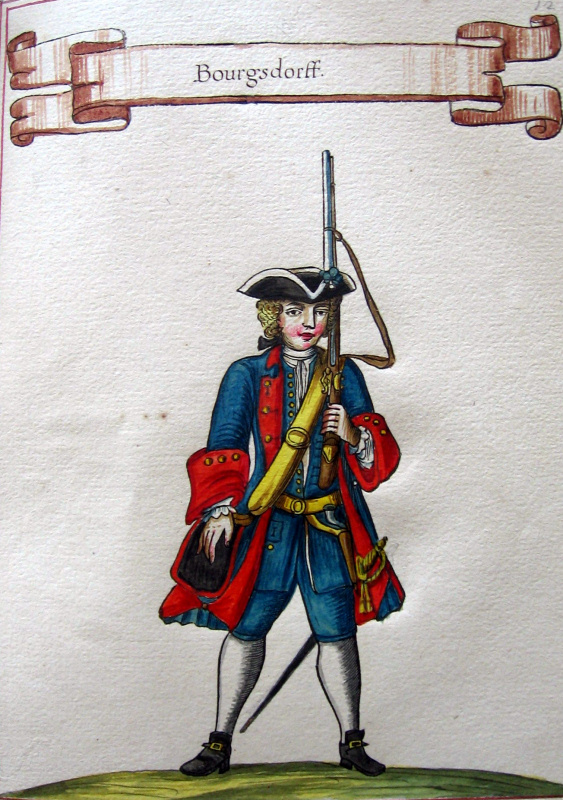
A Rehbinder ezred uniformisa 1744-ben

Az osztrák örökösödési háború kitörésekor Leutrumot azonnal a Pó-síkságra vezényelték, minek utána a Rehbinder ezred volt az egyik legelső harcra kész piemonti egység ebben a térségben. Az ezred 1. zászlóalja az egész telet a Pó-síkságon húzódó frontvonalon töltötte. A hadjárat alatt Leutrum különösen kitüntette magát a camposantói csatában (1743. február 8.), mikor a csata második felében három spanyol gyalogos dandár (Guardie, Irlanda, Flandres) megfutamította a jobb szárny első vonalát: a második vonalban álló Savoia, Piemonte és Rehbinder ezredek három zászlóalja támadásba lendült, hogy a hadrendet helyre állítsa. A spanyolokat visszavonulásra kényszerítették és a többi egységtől elvágott Guadalaxara ezred nem tehetett mást, minthogy megadta magát. Leutrum ezrede súlyos veszteségeket szenvedett a csata során. Ezt követően 1744. január 29-én dandártábornokká (Maggior Generale) léptették elő.
A Torinóban töltött lábadozás után a nyugati frontra helyezték át, előbb Orbassano térségébe, majd Susa völgyébe. 1744 tavaszán Villafranca közelében a megerődített táborban tartózkodott, mely ellen április 20-án a francia-spanyol erők támadást intéztek, mivel meg akarták szerezni a tengeri kikötőt. A Bourgsdorff ezred (mely a Rehbinder ezred új név alatt) gránátosait vezetve sikerült neki visszaszerezni a Mont Gros hegyen és a Collet de Villefrenche-en elveszített redutokat (sáncerődöket) egy briliáns manővernek köszönhetően, melynek során a Saluzzo, Tarantasia és Guibert ezredek gránátosaival harapófogóba szorították az ellenséget.
A villafrancai harcok után Leutrum Oneglia felé vette az irányt és végül visszatért Piemontba. A nyár folyamán Susa és Chisone völgyeiben lévő csapatok irányításával bízták meg.
1744. július 19-én részt vett a Pietralunga környékén zajló harcokban. Itt a francia-spanyol sereg miután áttörte a frontot Demonte erőd védőit is megadásra kényszerítette, majd a Piemont délnyugati részén nagy stratégiai jelentőséggel bíró Cuneo erődjét vette ostrom alá.
III. Károly Emánuel Leutrumot tette meg a megerődített város kormányzójává. A város védelmét nyolc zászlóalj összesen 3244 katonája látta el, akiknek nagy része már részt vett a háború harcaiban. Leutrum mintaszerűen szervezte meg mind a város védelmét, mind annak polgári életet. Szeptember 12-én a francia-spanyol csapatok nekiláttak az ostromárkok kiásásának és október 22-én az ostrom már véget is ért. Cuneo sikeres védelme volt Leutrum egyik legfényesebb katonai tette.
1744 októberében megerősítették Cuneo provincia feletti kormányzói tisztségében.
1745. május 22-én altábornaggyá (Tenente Generale) léptették elő. Ugyanebben az évben a francia-spanyol csapatok ismét támadásba lendültek Genovát használva stratégiai támaszpontként: a Liguri-Alpok megkerülésével a savoyai hadsereget az Ivrea-Villafranca d’Asti vonalra való visszavonulásra kényszerítették. Leutrumnak a Tengeri-Alpokat kellett védenie és augusztus 26-án Cevánál ő érte el a piemonti hadsereg egyetlen győzelmét e katasztrofális hadjárat során. Október 28-án ismét sikerült megállítania a franciák Ceva és Mondovì irányába megkísérelt előretörését.
1745-46 telén - mikor már a szárd hadsereg tényleges főparancsnokának tekintették – Castiglione visszavételével (1745 november 29.) Leutrumnak sikerült konszolidálnia a frontot Astitól nyugatra.
1746 februárjában, miután visszaszerezte Balangero és Castagnole Lanze várait, már Asti visszaszerzésére is gondolhatott. Ennek az offenzívának a során, melyet egy hóvihar közben hajtottak végre, Leutrum első alkalommal vezényelt egy nagy hadsereget (31 gyalogzászlóalj és 6 lovasezred összesen körülbelül 30.000 emberét). A vállalkozás történelmi jelentőségű sikerrel járt: március 7-re Asti ismét savoyai kézbe került, 9 francia zászlóalj kb. 5.000 katonáját foglyul ejtették. Az ellenség 27 zászlaját és 8 ágyúját is zsákmányul ejtették. Március 10-én Alessandria fellegvárát is felszabadították. Végül április 17-én Valenza ellen vonult, mely erősséget 1746. május 4-én szerzett vissza.
1746. március 28-án hivatalosan is a szárd hadsereg főparancsnoka lett gyalogsági tábornok (Generale di fanteria) rangban. 1747-ben Liguria nyugati részén húzódó frontvonal védelmével bízták meg. A rendelkezésére álló csekély számú haderő ellenére sikerült feltartóztatnia egy több mint 50 zászlóaljból álló francia-spanyol haderőt a Saorgio-Oneglia-Savona vonalon, lehetővé téve ezáltal a Genova ostromát sikeresen végrehajtó birodalmi haderő számára a gyors beérkezést.
Az osztrák örökösödési háború végén Leutrumot megerősítették Cuneói kormányzói tisztségében.

## Vallásossága
Leutrum báró személye nem csak a katonai teljesítménye révén nevezetes, hanem a protestáns hite melletti szilárd hűsége miatt is. Hitében annak ellenére is rendületlenül kitartott, hogy katolikus hitre való áttérése esetére többször is különböző méltóságokat és pénzjutalmakat kínáltak fel számára.
A hite miatt a Szárd Királyság legmagasabb adományozható kitüntetését, a Szent Kinyilatkoztatás Rendjének (Ordine Supremo della Santissima Annunziata) nyakékét is visszautasította. Ennek kedvezményezetteit III. Károly Emánuel jelölte ki és viselői csak a katolikus egyház tagjai lehettek. Leutrumnak át kellett volna térnie, hogy ebben a kitüntetésben részesülhessen, de erre maga a király sem tudta rávenni.

## Halála
Leutrum báró szeretett városában, Cuneóban hunyt el 1755. május 16-án. A végső diagnózis szerint vízkór okozta a halálát. Ez alatt manapság ödémát értjük, melyet valószínűleg veseelégtelenség okozott nála.
Halálának órájában III. Károly Emánuel előtt - aki a legnagyobb katonai és egyházi tisztelettel megtartott temetést kívánt tartani számára valamint egy monumentális síremléket szándékozott emeltetni tiszteletére - még egy utolsó alkalommal visszautasította az áttérést a katolicizmusra. Sőt elrendelte, hogy kifejezett kérésének megfelelően az Angrogna község közelében hegyes terepen fekvő apró Ciabàs valdens templomban temessék el. Ez a helyszín mindmáig érintetlenül megmaradt.
A Leutrum ezredet visszarendelték a városba, hogy katonái tiszteletüket tehessék parancsnokuk előtt és a koporsóját egészen a temetés helyszínéig kísérhessék.

## Fordítás
- Ez a szócikk részben vagy egészben  a   Karl Sigmund Friedrich Wilhelm von Leutrum című olasz Wikipédia-szócikk fordításán alapul.  Az eredeti cikk szerkesztőit annak laptörténete sorolja fel. Ez a jelzés csupán a megfogalmazás eredetét és a szerzői jogokat jelzi, nem szolgál a cikkben szereplő információk forrásmegjelöléseként.
- Ez a szócikk részben vagy egészben  a   Karl Sigmund Friedrich Wilhelm Leutrum von Ertingen című német Wikipédia-szócikk fordításán alapul.  Az eredeti cikk szerkesztőit annak laptörténete sorolja fel. Ez a jelzés csupán a megfogalmazás eredetét és a szerzői jogokat jelzi, nem szolgál a cikkben szereplő információk forrásmegjelöléseként.